# Glissando

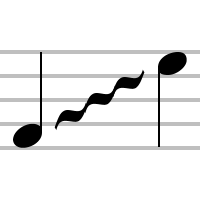
Glissando

Glissando (normalment s'empra el plural italià: glissandi) és un ornament musical que consisteix en: o bé a un desplaçament continu de to d'una nota a una altra, o bé a una escala incidental (o escala cromàtica, és a dir, apujant un mig to, p. ex.:en la tonalitat de doM;do, do#, re, re#, mi, fa, fa#, sol, sol#, la, la#, si, do) tocada molt ràpidament per a moure's d'una nota a una altra (glissando efectiu).
Els instruments musicals capaços d'efectuar canvis de to continus poden efectuar glissandi de molta extensió. Aquí s'hi inclouen instruments de corda sense trasts (com el violí o el contrabaix); instruments de corda que permeten estirar les cordes (com algunes guitarres elèctriques); instruments de vent sense vàlvules o claus (com el trombó); sintetitzadors i la veu humana. Algun instrument de percussió com les timbales també el poden generar tensant la membrana amb un pedal

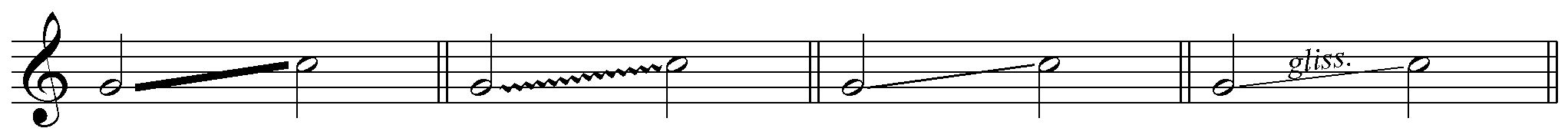
Diverses formes de notació del glissando.

Molts dels instruments restants poden produir un glissando més limitat. Per exemple, instruments de corda amb trasts (com la guitarra o la mandolina) poden efectuar glissandi de fins a una tercera menor (tres semitons), estirant la corda perpendicularment sobre el mànec. instruments de vent com la flauta o la trompeta poden efectuar glissandi limitats, tot alterant la pressió amb què s'hi bufa. Membranòfons com el tambor o la conga poden fer també petits glissandi fent pressió sobre la membrana mentre està sonant.
Altres instruments no permeten canviar el to de manera contínua (per exemple, el piano o l'arpa). En aquests, la manera d'interpretar un glissando consisteix a tocar totes o algunes de les notes situades entre els extrems del glissando a molta velocitat, de manera que el resultat audible s'apropa al so d'un glissando continu. Aquesta interpretació també és possible en instruments de vent i de corda, i igualment se l'anomena glissando, tot i que no és exactament el mateix que l'efecte imitat.
 Glissando descendent d'un acord. (?·pàg.)
 Glissando ascendent d'una sola nota, de do3 a do4. (?·pàg.)